# Desa Jambesari (administrativ by i Indonesien, lat -8,19, long 114,32)
Desa Jambesari är en administrativ by i Indonesien.   Den ligger i provinsen Jawa Timur, i den sydvästra delen av landet, 900 km öster om huvudstaden Jakarta.